# Джалал Абад
Джалал Абад (на киргизки: Жалал-Абад) е град в Киргизстан, административен център на едноименната Джалалабадска област. Той е третият по големина град в страната след столицата Бишкек и Ош. Разположен е близо до границата с Узбекистан. Население 113 900 жители (2017).